# Marie-France Pisier
Marie-France Pisier (10. května 1944 Da Lat, Francouzská Indočína, dnes Vietnam — 24. dubna 2011 Saint-Cyr-sur-Mer, Var) byla francouzská divadelní a filmová herečka, scenáristka a režisérka.

## Život

### Osobní život
Jejími rodiči byli George Pisier, vysoký úředník francouzské koloniální říše a Paula Caucanas. V 80. letech 20. století oba rodiče spáchali v průběhu dvou let nezávisle na sobě sebevraždu.
Jejími sourozenci jsou Évelyne Pisier, univerzitní profesorka politologie a Gilles Pisier, významný francouzský matematik.
Částečně vyrůstala v koloniích, kde byl její otec guvernérem. Po středoškolském studiu na dívčím lyceu Lycée Albert-Calmette v Nice absolvovala studium práv a politologie na Univerzitě v Nice, i když se těmto oborům nikdy v životě dál nevěnovala.
Během svého života byla dvakrát vdaná. Z druhého manželství měla dvě děti, Mathieua a Iris.

### Kariéra
Začátky její kariéry jsou spojeny s režisérem Françoisem Truffautem, který si jí pro její vzhled vybral pro svůj krátkometrážní film Antoine et Colette. S Truffautem spolupracovala ještě několikrát později. Velmi rychle jí do svých filmů začali obsazovat tehdejší „umělečtí“ režiséři, jako například Alain Robbe-Grillet, Luis Buñuel, Jacques Rivette nebo mladý André Téchiné.
I když její umělecký rozběh byl pozvolnější, v letech 1976 a 1977 získává na prvních ročnících udělování Césarů za své výkony ocenění pro herečku ve vedlejší roli.
Kromě umělecky stavěných filmů hrála také v komerčně úspěšných titulech, jako Tělo mého nepřítele v roce 1976 s Jean-Paulem Belmondem nebo Eso es z roku 1982, opět s Belmondem. O rok později si zahrála poměrně známém, cynicky zaměřeném filmu Cena za nebezpečí.
Dětství, prožité v Nové Kaledonii jí inspirovalo k napsání románu Le Bal du gouverneur, vydaného v roce 1984. O několik let později, v roce 1990, jej upravila a natočila podle něj stejnojmenný film, s Kristin Scott Thomas v hlavní roli.

### Smrt
Okolnosti její smrti nejsou jasné. Hereččino tělo bylo nalezeno na dně bazénu v jejím domě. Přesnou příčinu smrti nedokázala určit ani pitva. Dalším šetřením bylo zjištěno, že pravděpodobně neutonula, což zvýšilo pravděpodobnost srdečního infarktu nebo sebevraždy.
Je pohřbena ve městě Sanary-sur-Mer ve Francii.

## Filmografie (výběr)
- 1962: Láska ve dvaceti letech (L'Amour à vingt ans), víc režisérů
- 1962: Antoine et Colette (Antoine et Colette), režie François Truffaut
- 1967: Trans-Europ-Express (Trans-Europ-Express), režie Alain Robbe-Grillet
- 1968: Ukradené polibky (Baisers volés), režie François Truffaut
- 1974: Přízrak svobody (Le Fantôme de la liberté), režie Luis Buñuel
- 1974: Célina a Julie si vyjely na lodi (Céline et Julie vont en bateau), režie Jacques Rivette
- 1975: Vzpomínky na Francii (Souvenirs d'en France), režie André Téchiné
- 1975: Bratranec a sestřenice (Cousin, cousine), režie Jean Charles Tacchella
- 1976: Tělo mého nepřítele (Le Corps de mon ennemi), režie Henri Verneuil
- 1976: Barocco (Barocco), režie André Téchiné
- 1979: Sestry Brontëovy (Les Soeurs Brontë), režie André Téchiné
- 1979: Láska na útěku (L'Amour en fuite), režie François Truffaut
- 1980: Bankéřka (La Banquière), režie Francis Girod
- 1982: Kouzelný vrch (Der Zauberberg), režie Hans W. Geissendörfer
- 1982: Eso es (L'As des as), režie Gérard Oury
- 1982: Bulvár vrahů (Boulevard des assassins), režie Boramy Tioulong
- 1983: Cena za nebezpečí (Le Prix du danger), režie Yves Boisset
- 1988: Kámen mudrců (L'Oeuvre au noir), režie André Delvaux
- 1991: Modrá nota (La Note bleue), režie Andrzej Zulawski
- 1999: Proč právě já? (Pourquoi pas moi?), režie Stéphane Giusti
- 1999: Čas znovu nalezený (Le Temps retrouvé), režie Raúl Ruiz
- 2006: V Paříži (Dans Paris), režie Christophe Honoré

## Ocenění
- 1976: César pro nejlepší herečku ve vedlejší roli za film Bratranec a sestřenice
- 1977: César pro nejlepší herečku ve vedlejší roli za film Barocco
- 2006: Nejlepší herečka na Mezinárodním festivalu mladých režisérů v Saint-Jean-de-Luz za film Odpusť